# Now and Zen
Now and Zen – czwarty album solowy Roberta Planta, frontmana zespołu Led Zeppelin.
Z nowym zespołem i nową perspektywą na muzykę Plant powrócił pod koniec 1987 roku z większą ilością dźwięku, który wcześniej zdefiniował go w Led Zeppelin. Plant nadal wykorzystywał skomputeryzowaną technologię audio w podobny sposób do swoich poprzednich solowych albumów, na tym albumie Plant zintegrował blues, który został opuszczony w ostatnim albumie "Shaken 'N' Stirred". Solówki gitarowe do utworów "Heaven Knows" i "Tall Cool One" zagrał kolega z Led Zeppelin Jimmy Page. "Walking Towards Paradise" był pierwszym dodatkowym utworem dostępnym tylko w wersjach płyty CD oraz jako strona B singla "Heaven Knows".

## Lista utworów
1. "Heaven Knows" (Johnstone, David Barratt) – 4:06
2. "Dance on My Own" (Plant, Johnstone, Robert Crash) – 4:30
3. "Tall Cool One" – 4:40
4. "The Way I Feel" (Plant, Johnstone, Doug Boyle) – 5:40
5. "Helen of Troy" – 5:06
6. "Billy's Revenge" – 3:34
7. "Ship of Fools" – 5:01
8. "Why" (Plant, Crash) – 4:14
9. "White, Clean and Neat" – 5:28
10. "Walking Towards Paradise" (Jerry Lynn Williams) – 4:40

2007 Remaster bonus track
1. "Billy's Revenge" (live) – 6:00
2. "Ship of Fools" (live) – 10:35
3. "Tall Cool One" (live) – 5:07

## Twórcy albumu
- Robert Plant - wokal prowadzący
- Doug Boyle - gitara
- Phil Johnstone - instrumenty klawiszowe, syntezatory
- Phil Scragg - gitara basowa
- Jimmy Page - solówki gitarowe w "Heaven Knows" i "Tall Cool One"
- Marie Pierre - wokal
- Kirsty MacColl - wokal
- Toni Haliday - wokal
- Chris Blackwell - perkusja

## Notowania
Album
| Lista (1988)                      | Pozycja |
| --------------------------------- | ------- |
| Norwegian Albums Chart            | 12      |
| UK Albums Chart                   | 10      |
| Swedish Albums Chart              | 18      |
| Canadian RPM Top 100 Chart        | 4       |
| US Billboard The 200 Albums Chart | 6       |
| Australian Albums Chart           | 11      |
| German Albums Chart               | 48      |